# Pavel Kováč
Pavel Kováč est un footballeur slovaque né le 12 août 1974 à Partizánske.

## Carrière
- 1998-1999 : Partizánske  Slovaquie
- 1999-2003 : FK ZTS Dubnica  Slovaquie
- 2003-2005 : FC Slovacko  République tchèque
- 2005-2008 : Apollon Kalamarias  Grèce
- 2008-2010 : Olympiakos  Grèce
- 2010 : DAC Dunajská Streda  Slovaquie
- 2011-2013 : MFK Dubnica  Slovaquie
- 2014 : MFK Ružomberok  Slovaquie
- 2014-2018 : FC ViOn Zlaté Moravce  Slovaquie